# Wu Shude
Wu Shude (chiń. 吳數德; ur. 18 września 1959 w Nanning) – chiński sztangista, mistrz olimpijski i dwukrotny medalista mistrzostw świata.

## Kariera
Największy sukces w karierze osiągnął w 1984 roku, kiedy podczas igrzysk olimpijskich w Los Angeles zwyciężył w wadze koguciej. Wyprzedził tam swego rodaka, Lai Runminga i Masahiro Kotakę z Japonii. Zdobył równocześnie mistrzostwo świata, bowiem w latach 1964–1984 wyniki igrzysk olimpijskich były jednocześnie wynikami mistrzostw świata. Zdobył także brązowy medal na rozgrywanych dwa lata wcześniej mistrzostwach świata w Lublanie, gdzie lepsi byli jedynie Bułgar Anton Kodżabaszew i Oksen Mirzojan z ZSRR. W tym samym roku zwyciężył na igrzyskach azjatyckich w Nowym Delhi.